# El Gastor
El Gastor é um município da Espanha na província de Cádiz, comunidade autónoma da Andaluzia, de área 28 km² com população de 1752 habitantes (2019) e densidade populacional de 68 hab/km².
Faz parte da Rota das aldeias brancas.

## Demografia
| Variação demográfica do município entre 1991 e 2019 | Variação demográfica do município entre 1991 e 2019 | Variação demográfica do município entre 1991 e 2019 | Variação demográfica do município entre 1991 e 2019 | Variação demográfica do município entre 1991 e 2019 |
| --------------------------------------------------- | --------------------------------------------------- | --------------------------------------------------- | --------------------------------------------------- | --------------------------------------------------- |
| 1991                                                | 1996                                                | 2001                                                | 2004                                                | 2019                                                |
| 2148                                                | 2010                                                | 1898                                                | 1948                                                | 1752                                                |